# Часовня Стемпковского
Часовня Стемпковского — архитектурно-мемориальное сооружение в городе Керчь. Построена в середине 1830-х гг. над могилой керченского градоначальника и известного археолога Ивана Александровича Стемпковского. Разрушена в 1944 г., ныне обсуждается возможность восстановления.

## История сооружения
Часовня-памятник была возведена согласно завещанию Ивана Александровича Стемпковского, градоначальника Керчи в 1828—1832 годах, и умершего на этом посту. Выдающийся археолог, один из первых исследователей Боспорского царства и первооткрыватель Пантикапея, желал быть похороненным рядом с делом своей жизни — раскопками Пантикапея на вершине горы Митридат. Одновременно с этим возведение часовни на столь видном месте было признанием заслуг И. А. Стемпковского в развитии Керчи.
На могиле Стемпковского на горе Митридат его лучший друг Поль Дюбрюкс произнес такую речь:
Здесь покоятся останки заслуженного и доброго Стемпковского, человека благодетельного без бахвальства, ученого без тщеславия, служившего украшением человечества и положившего основание Керчи…
Инициатором строительства часовни-усыпальницы стал князь З. С. Херхеулидзе, сменивший И. А. Стемпковского на посту градоначальника Керчи.
В октябре 1914 года Городская дума Керчи постановила повесить в часовне Стемпковского перед образом Спасителя неугасимую лампадку и совершать ежегодную панихиду 12 октября — в день освящения часовни.

## Архитектура
Часовня в неоклассическом стиле имела стройный силуэт и являлась в течение ста лет архитектурной доминантой и одним из символов Керчи. Часовня была своеобразной визитной карточкой города.

## Разрушение
Часовня была разрушена в 1944 г., уже после освобождения Керчи.
Долгое время считалось, что часовня сильно пострадала во время боевых действий, однако это не соответствует действительности. Сохранившиеся фотографии открытия обелиска Славы на горе Митридат 8 октября 1944 г. показывают, что здание часовни имело повреждения в верхней части, однако в целом сохранялось и могло быть восстановлено.
Тем не менее, часовня была вскоре снесена. Фундамент часовни сохранился в земле до сих пор.

## Памятный знак и проект восстановления
В 2000 г., на месте, где ранее располагалась часовня, был установлен памятный камень, на котором укреплена мраморная плита с вызолоченной надписью:
Зде место есть идеже земля хранит основание часовни-усыпальницы градоначальника И.А. Стемпковскаго иже в XIX веке возведена бысть.
В последнее время разработан проект восстановления часовни на прежнем месте.